# Dio esiste e vive a Bruxelles
Dio esiste e vive a Bruxelles (Le Tout Nouveau Testament) è un film del 2015 diretto da Jaco Van Dormael.
Il film ha ricevuto dieci candidature ai premi Magritte 2016, vincendo quattro riconoscimenti, tra cui miglior film e miglior regia per Van Dormael. La pellicola è stata inoltre selezionata come rappresentante del cinema belga per l'Oscar al miglior film straniero del 2016, riuscendo a entrare nella short-list di dicembre.

## Trama
Dio è un ometto sadico e ambiguo che ha creato l'umanità solo per avere qualcosa da tormentare; vive in un piccolo e modesto appartamento a Bruxelles insieme alla moglie e alla figlioletta Ea, entrambe perennemente maltrattate, sia verbalmente sia fisicamente. Ha il potere di controllare e manipolare la realtà del mondo umano tramite un vecchio computer, collocato nel suo studio, l'accesso al quale è severamente proibito.
Un giorno Ea entra nell'ufficio del padre e scopre le sue malefatte, finendo per venire picchiata dal perfido genitore. Stanca delle continue violenze, decide di scappare di casa, ma non prima di aver rivelato via SMS a tutti gli esseri umani la data della loro morte e aver manomesso il computer del padre. 
Seguendo il consiglio del fratello JC (Jésus Christ, ovvero lo stesso Gesù), rappresentato da una statuetta parlante, usa un passaggio che egli aveva aperto in una lavatrice per scendere nelle strade di Bruxelles al fine di trovare sei apostoli e uno scriba per completare la "squadra di apostoli" iniziata dal fratello con i suoi dodici discepoli, redigere il Nuovo nuovo testamento e cercare così di rendere migliore la razza umana, sottraendola al giogo del padre. Conosciuto il barbone Victor, lo sceglie come suo scriba e inizia con lui la ricerca degli apostoli, che la bambina aveva selezionato a caso nell'archivio dello studio del padre. Nel mondo, intanto, si assiste alla presa di coscienza degli esseri umani del tempo che resta loro da vivere.
Il primo apostolo è una giovane donna, Aurélie, che vive sola in una piccola casa evitando ogni rapporto sociale da quando, a causa di un incidente avuto da bambina, ha perso il braccio sinistro. Il secondo apostolo è Jean Claude, un uomo maturo costretto a un impiego che disprezza; persuaso da Ea, egli decide di affrontare un viaggio senza meta per seguire un uccellino che gli si era posato sulla mano e che lo porterà sino al Polo Nord. Il terzo apostolo, Marc, che si fa chiamare "l'erotomane", è un uomo dipendente dal porno e dal sesso, ma completamente inetto nell'instaurare qualsiasi rapporto sociale; esortato da Ea, che gli dice di possedere una bella voce, accetta di lavorare come doppiatore di film pornografici e proprio facendo questo mestiere incontra l'amore segreto della sua giovinezza, nonché origine di tutte le sue fantasie erotiche. Il quarto apostolo è François, soprannominato "l'assassino", che il giorno dopo la rivelazione delle date di morte decide di sparare a caso sulla folla con un fucile da cecchino: è convinto che se qualcuno morirà non sarà per colpa sua dato che è già tutto scritto. L'uomo viene convinto da Ea a sparare ad Aurélie che, colpita al braccio finto, non si accorge di niente: convinto di aver assistito a un miracolo François decide di abbandonare la famiglia, che non ama, e di dichiararsi alla giovane donna. Il quinto apostolo è un'anziana donna, Martine, che viene persuasa da Ea a tradire il marito che non ama prima con un giovanissimo gigolò, che però le ruba tutti i soldi che ha nel portafogli, e poi con un gorilla comprato in un circo. Il sesto e ultimo apostolo è un bambino di salute molto cagionevole, Willy, al quale rimane soltanto una settimana da vivere e che, come ultimo desiderio, decide di diventare una bambina.
Dio, infuriato per quello che Ea ha combinato, decide di scendere di persona a Bruxelles per cercarla, lasciando per la prima volta la sottomessa moglie in casa da sola; dato però che il suo computer è inutilizzabile, Dio non possiede nessuna abilità sovrannaturale e questo lo porta a non pochi incidenti. 
Il giorno della prevista morte di Willy, Ea e gli altri apostoli decidono di attendere la fine in riva al mare, dove si sono raccolti anche molti altri morenti; proprio in quel momento, però, la moglie di Dio, intenta a fare le pulizie, stacca la corrente al computer per poi riattaccarlo poco dopo: tutto ciò fa riavviare il computer, che accetta come nuova utente la donna. La Dea decide quindi di azzerare tutte le date di morte rivelate da Ea e fa sparire tutto il male dal mondo, rendendo gli esseri umani felici e pacifici. Inoltre, effettua diverse modifiche alla realtà: riempie il cielo di disegni floreali, crea i ciclopi, attenua la gravità e rende possibili molte cose incredibili. Con l'umanità salva, il Nuovo nuovo testamento viene pubblicato e diventa un best seller, Martine alleva un neonato insieme al gorilla, François è incinto. Intanto Dio, scambiato prima per un barbone e poi per un immigrato clandestino, viene estradato in Uzbekistan. Nell'ultima scena, lo si vede lavorare in una fabbrica di lavatrici, che ispeziona ad una ad una alla ricerca del passaggio per tornare a casa propria.

## Accoglienza
Il film è stato accolto positivamente dalla critica cinematografica, ottenendo su Metacritic un punteggio di 70/100 basato su 17 recensioni.

## Riconoscimenti
- 2016 – Premio Magritte
  - Miglior film
  - Miglior regista a Jaco Van Dormael
  - Migliore sceneggiatura a Thomas Gunzig e Jaco Van Dormael
  - Migliore colonna sonora a An Pierlé
  - Candidatura come miglior attrice non protagonista a Yolande Moreau
  - Candidatura come migliore promessa femminile a Pili Groyne
  - Candidatura come migliore promessa maschile a Romain Gelin
  - Candidatura come migliore fotografia a Christophe Beaucarne
  - Candidatura come miglior sonoro a François Dumont, Michel Schillings e Dominique Warnier
- 2016 – Premio César
  - Candidatura come miglior film straniero
- 2016 – David di Donatello
  - Candidatura come miglior film europeo
- 2015 – European Film Awards
  - Miglior scenografia a Sylvie Olivé
  - Candidatura come miglior film commedia
- 2016 – Golden Globe
  - Candidatura come miglior film straniero
- 2016 – Premio Lumière
  - Candidatura come miglior film francofono
- 2016 – Satellite Awards
  - Candidatura come miglior film straniero
- 2015 – Sindacato belga della critica cinematografica
  - Premio André Cavens per il miglior film